# IPhone 11 Pro
iPhone 11 Pro和iPhone 11 Pro Max是由苹果公司设计和销售的智慧手机，為第13代iPhone系列智慧型手機之一，亦是iPhone XS和iPhone XS Max的後繼機種。其在2019年9月10日于蘋果園區史蒂夫·喬布斯劇院由CEO蒂姆·庫克随iPhone 11一起發佈，并於2019年9月20日在世界大部分地区正式发售。
两款手机相比上代，最明顯的提昇就是背部的三鏡頭設計，采用新的亚光质感的玻璃幕板配抛光的不锈钢边框设计；具有5.8或6.5英寸OLED技术超视网膜 XDR 螢幕，配有Face ID；并采用由苹果自家设计的A13仿生晶片，带有第三代神经网络引擎。机器加強防溅、抗水、防尘，在最深4米的水下停留时间最长可达30分钟。

## 外觀設計
iPhone 11 Pro和iPhone 11 Pro Max采用新的亚光质感的玻璃背板配抛光的不锈钢边框设计；Apple官方称其采用iPhone迄今最坚固的玻璃面板。iPhone 11 Pro和iPhone 11 Pro Max有暗夜绿色、深空灰色、银色和金色4種款式。所有颜色款式的正面都为黑色玻璃面板。相比于iPhone XS系列，原本在玻璃背板上部的Apple徽标被移动到了中心。iPhone 11 Pro系列的摄像头拥有全新设计，三個鏡頭與一個閃光燈置於手機背面左上方的一個方形框架中。其在IEC 60529标准下达到IP68等级，能够防溅、抗水、防尘，可在4米的水下停留最多30分钟。iPhone 11 Pro系列没有延续自iPhone X开始使用的的羅馬數字命名方式，而是重新使用了阿拉伯数字命名。
| 机身颜色 | 款式名称 |
| -------- | -------- |
|          | 银色     |
|          | 深空灰色 |
|          | 金色     |
|          | 暗夜绿色 |

## 规格参数

### 螢幕、扬声器与Face ID
iPhone 11 Pro系列的螢幕与上代产品iPhone XS类似，采用全面屏设计；iPhone 11 Pro拥有5.8英寸超视网膜 XDR 螢幕，iPhone 11 Pro Max拥有6.5英寸超视网膜 XDR 螢幕，均採用OLED技術，具備458ppi的解析度，支援800尼特的最大亮度，在显示HDR内容时能够达到1200尼特的最大亮度，並支援原彩显示及广色域显示（P3）。相比于上一代iPhone XS机型，iPhone 11 Pro并不支援3D触控，其只能使用触感触控进行快速操作。其支援杜比视界和HDR10播放，且螢幕支援HDR显示。iPhone 11 Pro依旧拥有双立体声扬声器，但新增支持了杜比全景声的播放。iPhone 11 Pro也依旧拥有臉部辨識Face ID。

### 電力
iPhone 11 Pro系列手机的续航相比上一代手机得到较大的提升，iPhone 11 Pro的電池续航时间相比iPhone XS增加四个小时，而iPhone 11 Pro Max的電池续航时间相比iPhone XS Max增加五个小时；其支援通过使用通过Qi认证的充电器的无线充电功能，支援通过闪电接口的最高达18W的快速充电，并且在iPhone历史上第一次（也是唯一一次）机器附带18W快速充電电源适配器。

### 行動網路
iPhone 11 Pro系列支援蓝牙 5.0，2x2 MIMO Wi-Fi 6（IEEE 802.11ax）和4x4 MIMO LAA 千兆级 LTE，以及支援將兩副AirPods或Beats耳機與同一部iPhone 11 Pro系列手机连接的音訊共享功能。并新增了一个用于空间感知的超宽频晶片U1。在北美地区发售的A2160、A2161型号和在其他国家和地区发售的A2215、A2218型号带有eSIM功能，支援eSIM+实体SIM的双SIM卡，在中国大陆、香港、澳门发售的A2217、A2220型号无eSIM功能，但支援双实体SIM的双SIM卡功能，相较于上一代iPhone XS系列手机，仅在中国大陆发售的iPhone XS Max支援双SIM卡的双SIM卡功能，而在中国大陆发售的iPhone XS仅支援单SIM卡功能；在中国大陆发售的iPhone 11 Pro和iPhone 11 Pro Max均支援双实体SIM的双SIM卡功能。

### 性能
iPhone 11 Pro系列搭载A13 仿生晶片，该晶片采用64位和7纳米技术及工艺，共集成85亿个晶体管。拥有两个性能核心、四个能效核心和八核心神经网络引擎。与A12相比，中央处理器和图形处理器的速度有最高达20%的提升并拥有15%至40%的能耗降低。

### 鏡頭
iPhone 11 Pro系列配备了三1200万后置鏡頭：ƒ/2.4光圈像素超广角、ƒ/1.8光圈广角和ƒ/2.0光圈长焦鏡頭。仅后置广角和长焦鏡頭支援光学图像稳定功能，前置鏡頭相比iPhone XS系列的700万像素，升级到了1200万像素ƒ/2.2光圈鏡頭。iPhone 11 Pro支援立体声录音功能，以及前后鏡頭的人像模式及人像光效功能；其人像光效功能支援六种效果（自然光、攝影棚燈光、輪廓光、舞台燈光、舞台燈光黑白、高色調燈光黑白）。后置鏡頭支援4K最高60fps的影片拍摄，支持扩展动态范围拍摄，相比于iPhone XS系列的30fps，iPhone 11 Pro的扩展的动态范围能适用于最高达60fps的影片拍摄。前置鏡頭也支援4K最高60fps的影片拍摄，并能够拍摄扩展的动态范围于最高达30fps的视频，新增了前置鏡头慢动作影片1080p（120 fps）拍摄功能。新增了影片快录功能，用户可以不用切换拍摄模式，只需在照片模式下按住快门按钮，就能开始录制影片。
iPhone 11系列还带来新一代智慧 HDR 照片功能，并在iOS 13.2的更新中，苹果还为iPhone 11系列机型推出全新图像处理系统Deep Fusion。新一代智慧 HDR 照片和Deep Fusion利用了A13仿生的神经网络引擎的机器学习技术；当用户使用广角和长焦镜头取景，并处于中低光照环境下拍摄照片时会啟用Deep Fusion，而在高光照环境下拍摄照片时啟用活智慧 HDR 照片。Deep Fusion会对照片进行逐个像素的处理，优化照片各个部分的纹理、细节和降噪处理；而新一代智慧 HDR 照片能够识别并智慧地调整画面中的拍摄主体布光，让画面看起来更自然，细节也更丰富。

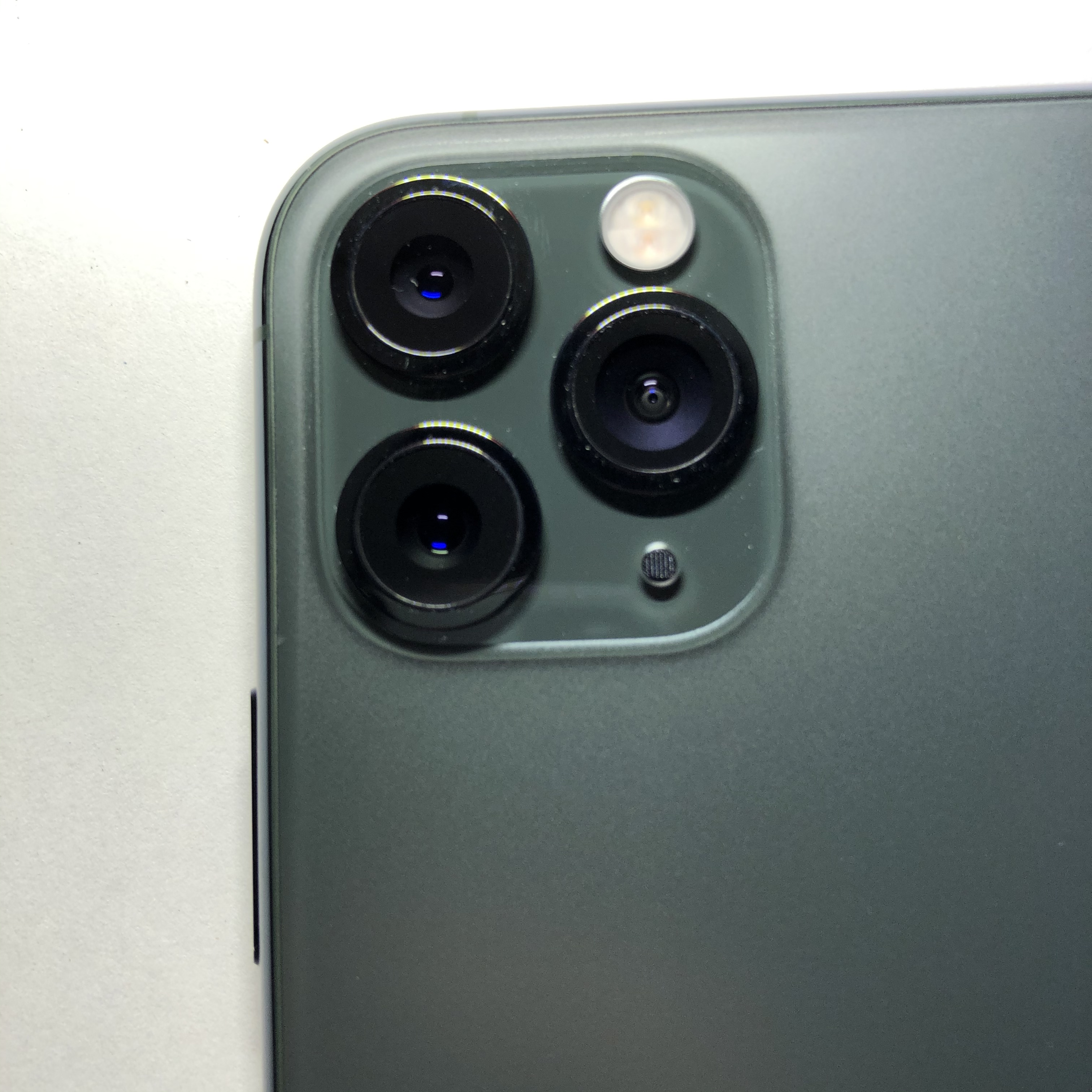
iPhone 11 Pro 鏡頭

| iPhone 11 Pro系列鏡頭功能在不同环境下的启用情况 | iPhone 11 Pro系列鏡頭功能在不同环境下的启用情况 | iPhone 11 Pro系列鏡頭功能在不同环境下的启用情况 | iPhone 11 Pro系列鏡頭功能在不同环境下的启用情况 |
| 光照情况                                        | 超广角鏡頭                                      | 广角鏡頭                                        | 长焦鏡頭                                        |
| ----------------------------------------------- | ----------------------------------------------- | ----------------------------------------------- | ----------------------------------------------- |
| 明亮环境                                        | 智慧HDR                                         | 智慧HDR                                         | 智慧HDR                                         |
| 明亮至昏暗环境                                  | 智慧HDR                                         | Deep Fusion                                     | Deep Fusion                                     |
| 昏暗环境                                        | 智慧HDR                                         | 夜间模式                                        | Deep Fusion                                     |

### Apple Pay
iPhone 11 Pro系列依然支援近場通訊（NFC）功能，并支持通过Apple Pay交易及支付交通费用。并依然支持在电量耗尽后仍然可通过备用电量使用快捷交通卡的功能；此功能可让用户在手机电量低至自动关机后的最多 5 小时内，仍能继续使用iPhone搭乘大眾交通工具。

## 发售
iPhone 11 Pro系列手机于2019年9月10日在蘋果園區史蒂夫·喬布斯劇院由CEO蒂姆·庫克随iPhone 11一起發佈，并于臺北/北京/香港時間2019年9月13日晚上8点开启预购，於2019年9月20日在世界部分地区正式发售。iPhone 11 Pro公布后，Apple官网上iPhone XR系列手机同时下调了价格，并下架了iPhone XR 256GB存储空间款和iPhone XS系列手机。

### iPhone产品时间线
| iPhone型號年表 |
| -------------- |
|                |

## 外部連結
- 官方网站

| 前任者： iPhone XS / XS Max iPhone XR | iPhone 11 iPhone 11 Pro / 11 Pro Max iPhone SE（第二代） 第13代 | 繼任者： iPhone 12 iPhone 12 mini iPhone 12 Pro / 12 Pro Max |